# FK Teteks
FK Teteks é uma equipe macedônio de futebol com sede em Tetovo. Disputa a primeira divisão da República da Macedônia (Macedonian Prva Liga).
Seus jogos são mandados no Gradski stadion Tetovo, que possui capacidade para 15.000 espectadores.

## História
O FK Teteks foi fundado em 1953.